# Bullhead City
Bullhead City is een plaats (city) in de Amerikaanse staat Arizona, en valt bestuurlijk gezien onder Mohave County.

## Demografie
Bij de volkstelling in 2000 werd het aantal inwoners vastgesteld op 33.769.
In 2006 is het aantal inwoners door het United States Census Bureau geschat op 40.225, een stijging van 6456 (19,1%).

## Geografie
Volgens het United States Census Bureau beslaat Bullhead City een oppervlakte van 119,0 km², waarvan 117,1 km² land en 1,9 km² water. De stad ligt aan de rivier de Colorado, tegenover Laughlin (Nevada).

## Plaatsen in de nabije omgeving
De onderstaande figuur toont nabijgelegen plaatsen in een straal van 32 km rond Bullhead City.